# Heyrovský (planetka)
(3069) Heyrovský je planetka z hlavního pásu. Objevila ji 16. října 1982 Zdeňka Vávrová. Planetka byla pojmenována na počest českého fyzikálního chemika Jaroslava Heyrovského.